# Le Christ Jardinier

Le Christ jardinier  est le titre d'un tableau peint par Édouard Manet. Ce tableau date de 1856/1859.
C'est une des rares toiles de Manet dont le sujet est lié à la religion, ici le Christ ressuscité de la scène du Noli me tangere.